# Schwetzendorfer Weiher
Der Schwetzendorfer Weiher ist ein Tagebaurestsee beim Dorf Schwetzendorf der Gemeinde Pettendorf im bayerischen Landkreis Regensburg. Er wird heute als Badesee und Angelrevier genutzt.

## Beschreibung
Der Schwetzendorfer Weiher liegt etwa einen halben Kilometer südlich von Schwetzendorf, weniger als 200 Meter entfernt vom längeren Oberlauf des Brückelgrabens, welcher im Osten südwärts zur Donau fließt. Der öffentliche Weiher ist 240 Meter lang, bis zu 90 Meter breit und bedeckt eine Fläche von etwa 1,7 ha. Er ist mehr oder weniger geschlossen von überall mindestens einer Baumreihe umringt. Am Südostufer gibt es am Schwetzi, wie er von den Einheimischen genannt wird, einen Strand mit angrenzender Liegewiese. Der See bietet Platz für sportliche Schwimmer, hat aber auch einen Flachwasserbereich für Kinder. Dazu gibt es zwei Umkleidekabinen, einen Kiosk mit Terrasse und vier Toiletten, eine davon behindertengerecht.

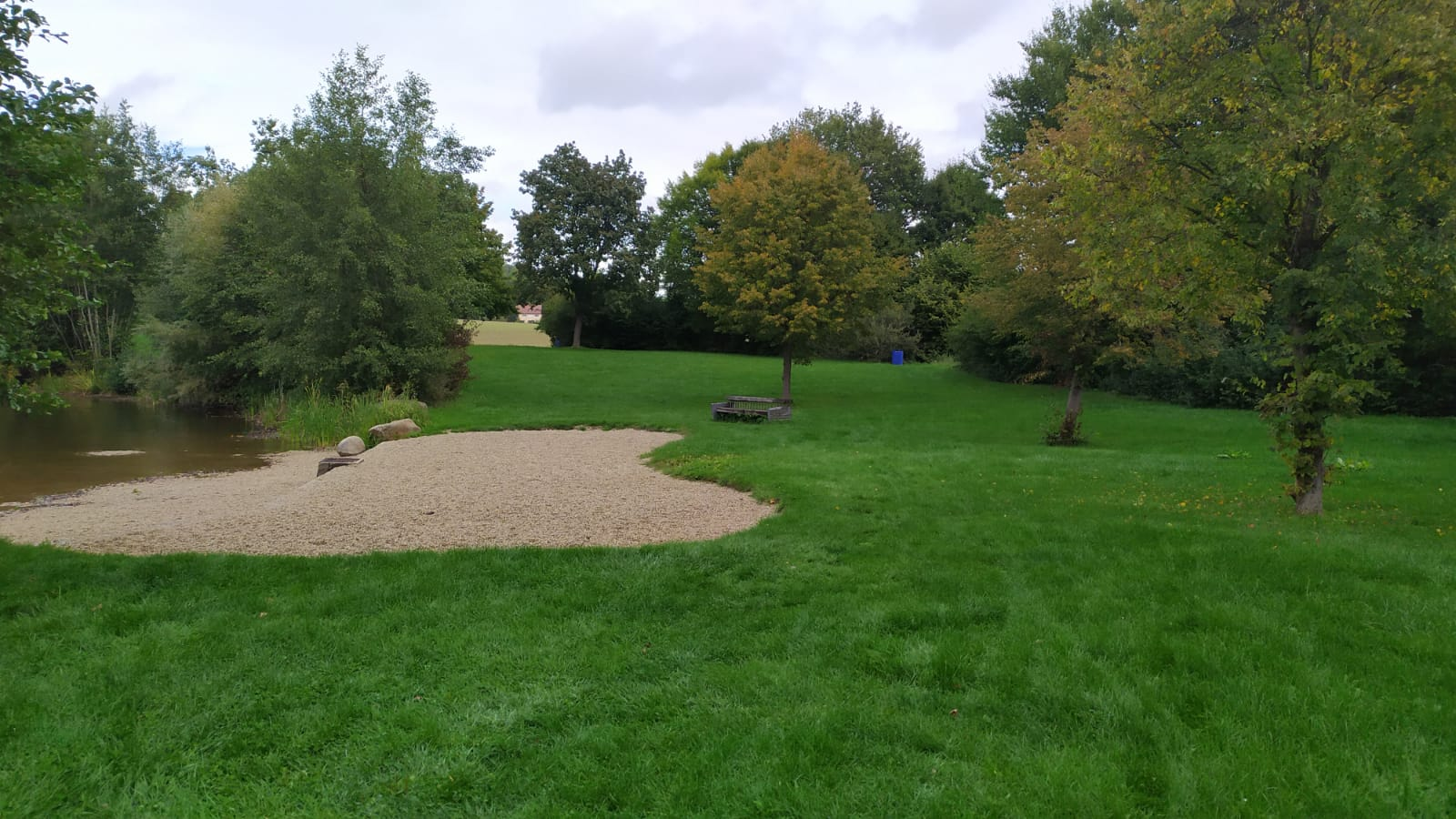
Schwetzendorfer Weiher Kiesstrand und daran angrenzende Liegewiese

Grillen am See ist erlaubt, offenes Feuer und Zelten jedoch nicht. Er kann täglich von 6:00 Uhr bis 23:00 Uhr genutzt werden.
Der See liegt an der Kreisstraße R 39 zwischen Schwetzendorf im Norden und Reifenthal im Süden, die ihn im Westen nahe passiert. Die zwischen Straße und See gelegenen Parkplätze sind von 9.00 bis 17.00 Uhr gebührenpflichtig, die Tageskarte am Automaten kostet 2 €. Der Preis der Jahreskarte ist 20 € für Gemeindebürger und 25 € für auswärtige Gäste und diese ist ausschließlich im Rathaus erhältlich.
Der Anglerclub Pettendorf betreibt Fischzucht im See, eingesetzt sind Karpfen. Es gibt Tageskarten für Mitglieder, teurere auch für Gäste, die nur in Begleitung angeln dürfen. Der Anglerclub veranstaltet jährlich im Kioskbereich ein Fischerfest.

## Geschichte
Durch die Brennstoffknappheit in Deutschland nach dem Zweiten Weltkrieg besann man sich auf die bei Schwetzendorf und Reifenthal festgestellten Braunkohlevorkommen. Nach der Erschließung wurde eine Grube für den kombinierten Tage- und Tiefbau zwischen Schwetzendorf und Haselhof eingerichtet. Um 1950 wurde der Grubenbetrieb wegen der sinkenden Nachfrage wieder eingestellt. Die aufgelassene Grube füllte sich mit Wasser, wodurch der heutige Weiher entstand. Offiziell wird der See als Schwetzendorfer Weiher bezeichnet, viele Einheimische nennen ihn allerdings noch bis heute Bergwerksee oder Kohlenschacht.